# カルロス・ボランチ
カルロス・マルティン・ボランチ（Carlos Martín Volante, 1905年11月11日 - 1987年10月9日）は、アルゼンチン・ラヌース出身のサッカー選手、サッカー指導者。アルゼンチン代表。

## 経歴
イタリア人移民の父の元に出生。地元ラヌースの小さなクラブでサッカーを始め、1923年にCAラヌースと契約、翌1924年にトップチームでデビューした。その後はCAジェネラル・サン・マルティンに短期間在籍した後、CAプラテンセに入団。1929年にはCAサン・ロレンソ・デ・アルマグロに移籍し、準優勝を経験した。
1930年から1931年にかけてはCAベレス・サルスフィエルドのアメリカ遠征メンバーとして無償でローンに出された後、CAエクスカージョニスタスで4試合に出場した。
1931年にイタリアに渡りSSCナポリ、ASリヴォルノ・カルチョ、トリノFCで活躍した。1934年にイタリア人女性と結婚したが、強制的な徴兵から逃れるためにフランスに入国した。
フランスではスタッド・レンヌに加入した他、オランピク・リロワやCAPシャラントンでもプレーした。しかしここでも第二次世界大戦が迫る恐怖を感じると、南米に渡る手段として、1938年のFIFAワールドカップ・フランス大会に参加したサッカーブラジル代表のマッサージ師として帯同した。この際にブラジル人選手と築いた良好な関係からCRフラメンゴに加入するに至り、ドミンゴス・ダ・ギアやレオニダス・ダ・シルバと共にプレーした。その守備力の高さから、ブラジルでは守備的MFのポジションは「ボランチ」と呼ばれるようになった。
1943年に現役を引退し、指導者としてのキャリアをスタートさせた。1959年からスタートしたタッサ・ブラジルではECバイーアを優勝に導き初代ブラジル王者となった。
1970年代に妻とともにイタリア・ミラノへ移住し、1987年10月9日に亡くなった。

## 獲得タイトル

### 選手
ASリヴォルノ・カルチョ
- セリエB 1933

CRフラメンゴ
- リオデジャネイロ州選手権 1939, 1942, 1943[9]

### 監督
ECバイーア
- カンピオナート・ブラジレイロ・セリエA 1959[10]

## 役割としてのボランチ
日本ではポルトガル語で「ハンドル」や「舵取り」を意味する単語「volante」が由来として知られている守備的MFのポジション「ボランチ」は、上記の通り、実際にはボランチに敬意を表するものであり、ボランチのようにプレーせよという指示からポジションや役割の名称へと定着して呼ばれるようになったとされる。ライター等この説を認識している者もいるが、指導現場では当然のように呼称されるために認識されておらず、単語としての意味と混同された由来が広まったのではないかと推測される。
人名由来の用語としてはパネンカ（アントニーン・パネンカ）の例がある。